# Carl von Wichmann

Generalmajor von Wichmann, Kommandeur der 81. Infanterie-Brigade

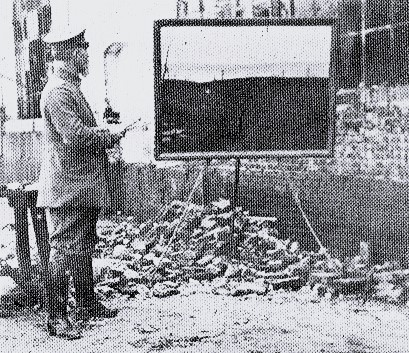
Hans am Ende bannt das Ziel des Unternehmens „Hamburg“ auf Leinwand

Carl Franz Hermann von Wichmann (* 11. April 1860 in Bromberg; † 11. Mai 1922) war ein preußischer Generalleutnant.

## Leben

### Herkunft
Er war der Sohn des späteren preußischen Generals der Kavallerie Hermann von Wichmann (1820–1886) und dessen Ehefrau Helene, geborene von Borcke (1838–1884).

### Militärkarriere
Wichmann trat am 1. April 1880 als Portepeefähnrich in das 1. Magdeburgische Infanterie-Regiment Nr. 26 der Preußischen Armee ein. Dort wurde er am 18. Oktober 1881 zum Sekondeleutnant befördert. In den kommenden Jahren diente er zunächst als Adjutant des I. Bataillons, dann als Regimentsadjutant. Als Premierleutnant war Wichmann vom 21. September 1889 bis 13. September 1893 Adjutant der 50. Infanterie-Brigade. Anschließend folgte mit seiner Beförderung zum Hauptmann die Ernennung zum Kompaniechef im Grenadier-Regiment „König Wilhelm I.“ (2. Westpreußisches) Nr. 7. Daran schloss sich von 1898 bis 1903 ein Kommando als Adjutant des Generalkommandos des V. Armee-Korps an. Am 18. April 1903 kehrte Wichmann in den Truppendienst zurück und wurde Bataillonskommandeur im  1. Ostpreußischen Grenadier-Regiment Nr. 1 „Kronprinz“ in Königsberg. In dieser Stellung am 19. Dezember 1907 zum Oberstleutnant befördert, wurde er am 27. Januar 1908 zum Stab des 4. Niederschlesischen Infanterie-Regiments Nr. 51 nach Breslau versetzt. Er war dann als Oberst vom 20. März 1911 bis 1. Juli 1913 Kommandeur des Füsilier-Regiments „Königin Viktoria von Schweden“ (Pommersches) Nr. 34 in Stettin. Im Anschluss schied Wichmann aus dem Heer aus und trat zur Kaiserlichen Marine über. Hier wurde er zum Inspekteur der Marineinfanterie ernannt und war zugleich mit der Wahrnehmung der Geschäfte als Kommandant von Kiel beauftragt. Wichmann wurde am 20. Januar 1914 mit dem Kronenorden II. Klasse ausgezeichnet und sieben Tage später zum Generalmajor befördert.
Nach dem Beginn des Ersten Weltkriegs war Wichmann vom 27. August bis 7. Dezember 1914 Kommandeur der Marine-Infanterie-Brigade. Sie war Teil der Marine-Division unter Admiral Ludwig von Schröder. Anschließend schied er aus der Kaiserlichen Marine wieder aus, trat in die Preußische Armee zurück und wurde am 10. Dezember 1914 zum Kommandeur der 81. Infanterie-Brigade ernannt, die zu diesem Zeitpunkt in Stellungskämpfen westlich Roye-Noyon lag.
An der dem Feind zugewandten Seite der Schießscharten wurden auf Anordnung Wichmanns kleine Büsche eingesteckt. Für jener bürgerte sich schnell die Bezeichnung „Wichmannbüsche“ ein. Wichmann hatte am 3. November 1915 das Hanseatenkreuz der Stadt Lübeck erhalten.
Am 21. Februar 1916, der Tag an dem die Schlacht um Verdun begann, leitete Wichmann die Unternehmung „Hamburg“. Östlich des Souchez-Baches lag eine Höhe (die sogenannte „Gießler-Höhe“), deren Besitz, ähnlich der Loretto-Höhe, dem Feind erhebliche strategische Vorteile gab. Diese Höhe wurde mit dem Unternehmen erfolgreich erobert. Der in den Reihen der Brigade kämpfende Maler Hans am Ende hielt die Höhe aus dem Blickwinkel der Brigaderegimenter, (162) und (163), für diese in einem Aquarell fest.
Zum 3. April 1916 übernahm er die 44. Reserve-Division vor Verdun. Ab 18. Juni 1916 hatte Wichmann das Kommando über die 56. Infanterie-Division. Seine Leistungen während der Kämpfe an der Westfront wurden am 25. Oktober 1916 durch die Verleihung des Roten Adlerordens II. Klasse mit Eichenlaub und Schwertern gewürdigt. Ende des Jahres folgte seine Beförderung zum Generalleutnant. Von seinem Posten wurde Wichmann am 1. Juli 1918 entbunden und schließlich am 14. Oktober 1918 in Genehmigung seines Abschiedsgesuches mit der gesetzlichen Pension zur Disposition gestellt.